# 바커우주

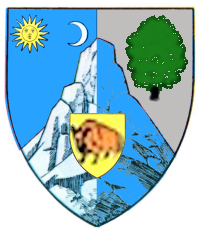
주 문장

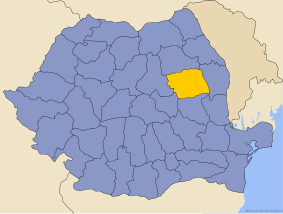
바커우 주의 위치

바커우주(루마니아어: Judeţul Bacău)는 루마니아 북동부 몰다비아 지방에 위치한 주로, 주도는 바커우이며 면적은 6,621km2, 인구는 706,623명(2002년 기준), 인구 밀도는 113명/km2, ISO 3166-2 코드는 RO-BC이다. 동쪽으로는 바슬루이 주, 서쪽으로는 하르기타 주와 코바스나 주, 북쪽으로는 네암츠 주, 남쪽으로는 브란체아 주와 접하며 3개 시와 5개 마을, 85개 지방 자치체를 관할한다.